# Pla Perpiñá
El Pla Perpiñá fou un pla urbanístic redactat entre els anys 1964-65 per l'arquitecte gironí Antoni Perpiñà Sabrià que proposava la construcció de sis gratacels i d'altres edificis prop del centre de la ciutat de Girona, en un espai on actualment hi ha la plaça Salvador Espriu i on anteriorment hi havia el convent de Sant Francesc de Paula i una caserna militar. Dels sis gratacels projectats (cinc de 16 plantes i un de 20), només se'n construïren dos. Un d'ells, de 17 plantes (65 metres d'altura), és l'Edifici Catalunya o Torre Catalunya, obra de l'arquitecte bescanoní Josep Ros Casadevall i conegut popularment com «el Bolet».

## Descripció
El Pla Perpiñá preveia la construcció d'un gratacel de 20 plantes, cinc de 16 plantes i cinc edificis de 10 plantes comunicats entre si per un basament de dues plantes de galeries comercials amb terrasses enjardinades, juntament amb un aparcament amb capacitat per a 285 cotxes. Les edificacions s'havien d'emplaçar en uns terrenys ocupats per antigues casernes militars d'artilleria on anteriorment hi havia hagut el convent de Sant Francesc de Paula (que fou desamortitzat el 1836) i el mercat de bestiar. El Pla, que comprenia una superfície de 25.806 m² delimitada pel riu Onyar, el carrer Joan Maragall, la Gran Via i el carrer Ultònia.

## Història
El Pla Perpiñá –o oficialment, Pla Parcial Centro Comercial– fou inclòs com a pla parcial al Pla General de Girona l'any 1965 per part del Ministeri de l'Habitatge. Dit Pla General –que, segons el diari Los Sitios, era en previsió d'un creixement fins als 150.000 habitants– no només comprenia el Pla Perpiñá sinó que tractava altres punts com la xarxa viària, la conservació del patrimoni, mesures per a prevenir les inundacions o un polígon turístic a prop de la Devesa.
En aquell moment, l'alcalde de la ciutat era Pere Ordis i Llach, que ja havia aconseguit l'annexió de Sant Daniel, Santa Eugènia de Ter i Palau-Sacosta, i també aconseguiria posteriorment amb les de Salt i Sarrià de Ter, Campdorà, Domeny, Sant Ponç i Taialà. Ordis defensava el pla el 1964 amb les següents paraules:
| «                                       | Cuando se inicie su realización, mis conciudadanos se darán cuenta de que la Providencia ha deparado a nuestra ciudad una ocasión única para rehacer el prestigio de su zona urbana moderna y poderse codear con muchas de las realizaciones que se han llevado a cabo en importantes capitales españolas». | » |
| — Pere Ordis i Llach, alcalde de Girona | |   |

Malgrat que d'entrada fou ben rebut pels gironins (fins i tot s'especulà que s'hi instal·laria El Corte Inglés), l'execució del Pla Perpiñá mai es completà. Tan sols es van aixecar dos edificis, un dels quals el gratacel de 17 pisos anomenat oficialment Edifici Catalunya i popularment conegut com «el Bolet», completat el 1969. L'últim alcalde del franquisme, Ignasi de Ribot, considerà que el pla no era prou adequat a l'entorn, ja que no preveia prou espais lliures en una zona d'alta densitat de població; el Pla Perpiñá no es pogué encabir dins del Pla General de 1971 ni a la Llei del Sól de 1975; finalment, el Ministeri de l'Habitatge el tombà definitivament l'abril del 1977.